# Курт Вайс
Курт Вайс (нім. Kurt Weiß, 30 березня 1906 — 29 травня 1995) — німецький спортсмен і хокеїст на траві.
Срібний призер Олімпійських Ігор 1936 року, бронзовий призер 1928 року.